# جامع محمد الفاتح (الأنبار)
جامع محمد الفاتح من مساجد العراق الحديثة، ويقع قرب مركز شرطة الملعب، في قضاء الرمادي في محافظة الأنبار، وبني في عام 1421 هـ/2000م، ولقد شيد على نفقة المتبرع (عبد الله حميد نطاح)، وتبلغ مساحتهُ 700 م2، ويحتوي الحرم على مصلى واسع تبلغ مساحته 500 م2، ويتسع لأكثر من 500 مصل، وتقام فيهِ صلاة الجمعة وصلاة العيدين والصلوات الخمس.
ومقابل الحرم توجد فسحة وحديقة، وتعلوه منارة مئذنة صغيرة مصنوعة من الحديد، ويحتوي الجامع على غرفة مخصصة للإمام والخطيب.